# Kościół Cypru

Herb Kościoła Cypru

Flaga Kościoła Cypru

Cypryjski Kościół Prawosławny, oficjalnie Kościół Cypru (gr. Ἐκκλησία τῆς Κύπρου,  tur.: Kıbrıs Kilisesi), także Autokefaliczny Kościół Cypru – autokefaliczny Kościół prawosławny obejmujący swoją jurysdykcją Cypr. Obecnie trwa wakat na stanowisku zwierzchnika Cerkwi, funkcję katedry pełni sobór św. Jana Teologa w Nikozji.
Według Dziejów Apostolskich chrześcijaństwo było głoszone na Cyprze przez świętych Pawła i Barnabę, którego tradycja Kościoła uznaje za pierwszego arcybiskupa Cypru. Za moment decydującego rozprzestrzenienia się chrześcijaństwa na Cyprze uznaje się IV wiek i okres sprawowania urzędu arcybiskupa Salaminy (następnie Konstancji) przez Epifaniusza. W 431 Kościół Cypru uzyskał status autokefalicznego.
Działalność Kościoła została zahamowana po objęciu rządów na wyspie przez francuską dynastię Lusignanów, która doprowadziła do formalnego podporządkowania struktur prawosławnych Kościołowi łacińskiemu. W 1571 Cypr przeszedł pod panowanie tureckie. Na mocy systemu milletów prawosławny arcybiskup Cypru stał się etnarchą Greków cypryjskich, odpowiedzialnym za zachowanie przez nich lojalności wobec państwa. W 1821 arcybiskup Cyprian został przez Turków stracony na fali represji po wybuchu powstania w Grecji. W 1878 Cypr przeszedł pod zarząd Wielkiej Brytanii. Nowe władze, choć na mniejszą skalę niż tureckie, nadal ingerowały jednak w życie wewnętrzne Kościoła. Duchowieństwo prawosławne odegrało znaczącą rolę w ruchu na rzecz niepodległości wyspy, a prawosławny arcybiskup Makarios III został pierwszym prezydentem Republiki Cypru. Wskutek inwazji tureckiej na Cypr Kościół stracił kontrolę nad dwiema spośród sześciu swoich metropolii, a większość znajdujących się na ich terenie świątyń uległa zniszczeniu.
Cypryjski Kościół Prawosławny aktywnie uczestniczy w ruchu ekumenicznym.

## Historia

### Korzenie
Dzieje Apostolskie zawierają informacje o głoszeniu chrześcijaństwa na Cyprze po ukamienowaniu św. Szczepana, przez wyznawców z Jerozolimy. Szczególne zasługi w krzewieniu chrześcijaństwa na Cyprze przypisuje się świętym Barnabie i Pawłowi. Według tradycji, ok. roku 50 apostoł Barnaba razem z Markiem Ewangelistą przebył cały Cypr, zakładając nowe wspólnoty chrześcijańskie i wzmacniając już istniejące. Ok. roku 57 Barnaba został ukamienowany w Salaminie przez Żydów. Chrześcijaństwo szybko rozprzestrzeniło się w regionie, chociaż początkowo współistniało z różnymi kultami pogańskimi. Na soborze nicejskim I Kościół cypryjski był reprezentowany przez kilku biskupów.
Za moment decydującego rozprzestrzenienia się chrześcijaństwa na Cyprze uznaje się IV wiek i okres sprawowania urzędu arcybiskupa Salaminy (następnie Konstancji) przez św. Epifaniusza. W tym samym stuleciu chrześcijaństwo stało się religią panującą w regionie, zastępując kult Apolla. W 431 sobór efeski ogłosił Kościół Cypru autokefalicznym, wbrew stanowisku patriarchy Antiochii.
W VII–IX w., w czasie najazdów arabskich na Cypr, Kościół Cypryjski poniósł znaczne straty. W 691, po zniszczeniu Konstancji, Kurion i Pafos arcybiskup Jan przeniósł swoją siedzibę do Hellespontu; miejsce to otrzymało następnie nazwę Nowej Justyniany. Po odparciu Arabów hierarchowie cypryjscy obrali na stałą siedzibę Arsinoe i Ammochostos, w miejsce całkowicie zniszczonej Konstancji. Zachowali jednak tytuł arcybiskupów Nowej Justyniany i całej Cypru.

### Frankokracja i panowanie weneckie
Po wielkiej schizmie wschodniej Kościół Cypru zerwał kontakty z Kościołem łacińskim.
Od 1191 do 1489 Cypr pozostawał pod władzą francuskiej dynastii Lusignan. W 1196 na Cypr przybyło czterech biskupów rzymskokatolickich na czele z arcybiskupem, który miał rezydować w Nikozji. Kościół katolicki przejął również szereg obiektów sakralnych odebranych strukturom prawosławnym. W 1222 panująca dynastia wydała zakaz przyjmowania nowych mnichów do prawosławnych klasztorów oraz skasowała dziesięć z czternastu działających eparchii. Pozostali czterej biskupi zostali zmuszeni do podporządkowania się jurysdykcji Kościoła katolickiego. Arcybiskup Cypru Neofit, który odmówił takiego podporządkowania się, został wygnany z wyspy. W 1231 trzynastu mnichów z klasztoru Kantara zostało za odmowę przyjęcia katolicyzmu poddanych torturom, a następnie spalonych.
Do trwania przy prawosławiu wzywał mieszkańców Cypru patriarcha Konstantynopola Herman II. Kontaktował się on również z papieżem Grzegorzem IX, skarżąc się na prowadzoną przez nuncjuszy papieskich politykę prozelityzmu na Cyprze. Działania te nie przyniosły żadnych rezultatów. Chwilowa poprawa sytuacji prawosławnych nastąpiła po złożeniu przez arcybiskupa Hermana I wizyty u papieża Aleksandra IV. Jednak po śmierci Hermana (ok. 1260) dynastia panująca nie wyraziła zgody na wybór jego następcy, podporządkowując całość prawosławnych organizacji episkopatowi katolickiemu. Zmiana tej polityki nastąpiła w I połowie XIV w., po kilku przypadkach zamieszek na tle wyznaniowym (np. w 1313 prawosławni zaatakowali katolicką katedrę w Nikozji).
Kościół prawosławny na Cyprze częściowo odzyskał dawną pozycję po ślubie króla Cypru Jana II z Heleną Paleolog, wnuczką cesarza Bizancjum Manuela II. Protektorką prawosławia była również córka Heleny, królowa Cypru w latach 1458–1464, Charlotta. Następcy Charlotty wrócili do wcześniejszej polityki wobec prawosławia.
W 1489 Cypr przeszedł pod zwierzchnictwo Wenecji. Nowi władcy wyspy ponownie podporządkowali Cypryjski Kościół Prawosławny hierarchii katolickiej.

### Pod panowaniem tureckim
W 1571 Cypr przeszedł pod panowanie tureckie. Na mocy systemu milletów prawosławny arcybiskup Cypru stał się etnarchą Greków cypryjskich, odpowiedzialnym za zachowanie przez nich lojalności wobec państwa. Część hierarchów cypryjskich utrzymywała kontakty z władcami katolickich krajów zachodnich, starając się o podjęcie przez nie antytureckiej interwencji: bezskutecznie o działanie takie zabiegał arcybiskup Tymoteusz w 1597 w liście do Filipa II, zaś jego kolejni następcy Beniamin, Chrystodulos i Nikifor – w kontaktach z władcami Sabaudii. W XVIII i na początku XIX w. kolejni arcybiskupi wielokrotnie usiłowali uzyskać od władz tureckich większą tolerancję wobec prawosławnych mieszkańców Cypru.
W 1821, po wybuchu wojny o niepodległość Grecji, władze tureckie dokonały pacyfikacji Cypru, obawiając się, że cypryjscy Grecy dołączą do powstania. Straconych zostało czterech hierarchów prawosławnych: metropolici Pafos, Cyrynei i Kition Chryzant, Melecjusz i Laurenty oraz arcybiskup Cyprian.
W 1830 arcybiskup Cypru Panaret uzyskał zwolnienie z płacenia sułtanowi obowiązkowej daniny. Zaapelował również do prezydenta Grecji Joanisa Kapodistriasa o aneksję Cypru przez Grecję (idea enosis), jednak uzyskał odpowiedź odmowną.
W okresie rządów tureckich na Cyprze prawosławne klasztory odegrały szczególną rolę w procesie ochrony tradycji greckich regionu oraz języka greckiego.

### Pod rządami angielskimi
W 1878 Cypr przeszedł pod zarząd Wielkiej Brytanii, co zostało przyjęte pozytywnie przez hierarchię Kościoła Cypryjskiego. Nowe władze, choć na mniejszą skalę niż tureckie, nadal ingerowały jednak w życie wewnętrzne Kościoła.
W 1931, pod zarzutem podburzania ludności do powstania narodowyzwoleńczego, z Cypru wygnani zostali metropolici Kition i Cyrynei – Nikodem i Makary. Po śmierci arcybiskupa Cyryla III w 1933 przez czternaście lat Kościół nie posiadał zwierzchnika, gdyż po wygnaniu wymienionych hierarchów niemożliwe było sformowanie Świętego Synodu Kościoła. Obowiązki locum tenens arcybiskupstwa pełnił metropolita Pafos Leoncjusz. Za swoje zaangażowanie w działalność narodową był dwukrotnie osadzany w areszcie domowym (od kwietnia 1938 do kwietnia 1939 oraz od maja 1939 do maja 1949). W 1947 Leoncjusz został wybrany na arcybiskupa Cypru przez Synod Elekcyjny z udziałem hierarchów cypryjskich oraz przedstawiciela Patriarchatu Antiochii. Zmarł jednak po 37 dniach od objęcia urzędu. Jego następca, Makary II, również czynnie opowiadał się za niepodległością Cypru.
Po śmierci Makarego II urząd arcybiskupa Nowej Justyniany i całego Cypru objął Makary III (gr. Makarios). Łączył on działalność religijną i narodową, przyczyniając się do podniesienia poziomu duchowego kleru Kościoła, jak również współorganizując kolejne powstanie Greków cypryjskich w 1955. Zesłany za to na Seszele, w 1957 mógł udać się do Aten, skąd kontynuował działania na rzecz proklamowania niepodległości Cypru. Jego zaangażowanie w tym kierunku sprawiło, że po ogłoszeniu samodzielności wyspy, został wybrany pierwszym prezydentem kraju.

### W okresie niepodległości Cypru

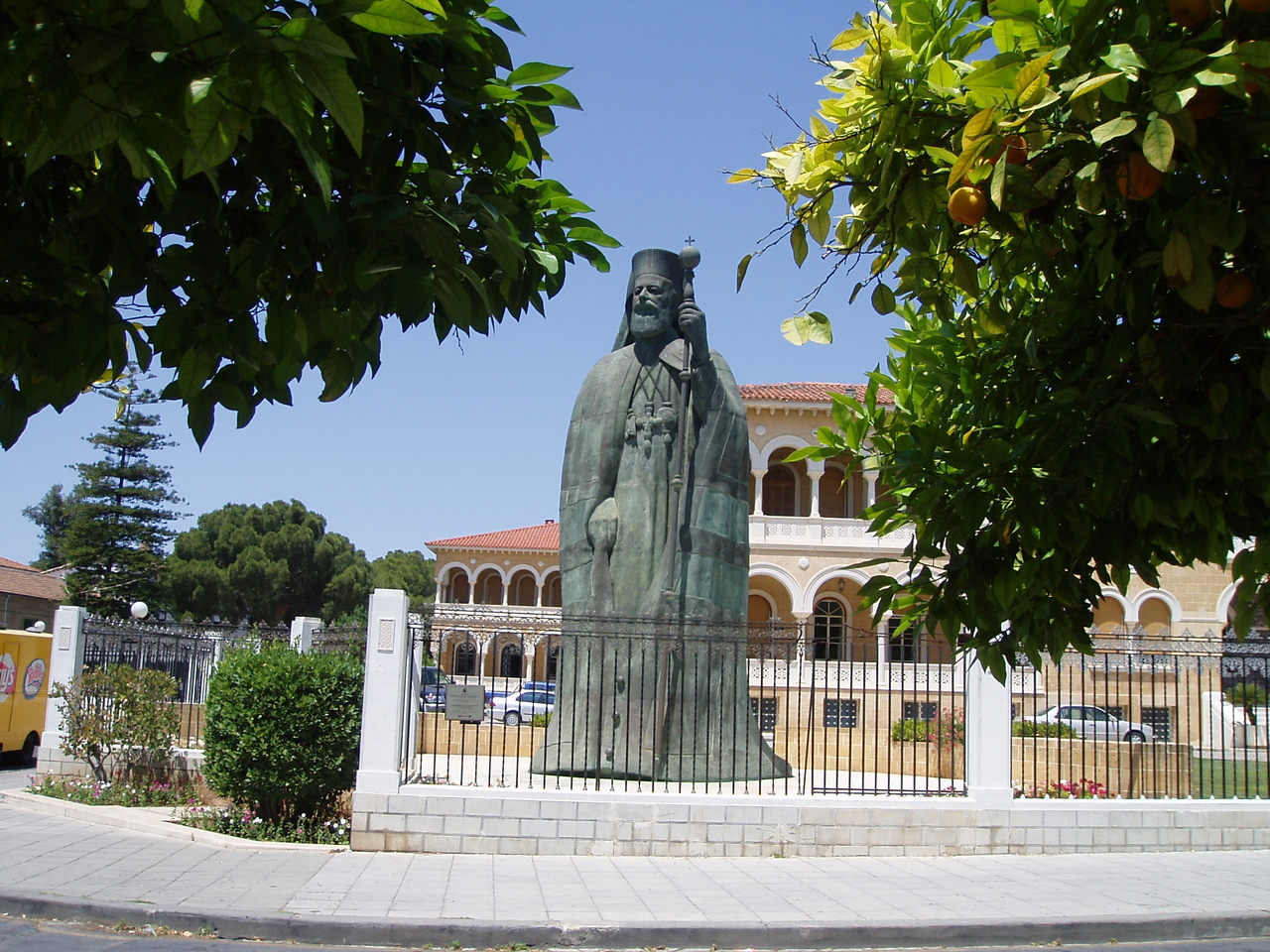
Pałac arcybiskupów Cypru w Nikozji i pomnik arcybiskupa Makarego (Makariosa) III

2 marca 1972 metropolici Pafos, Kition i Cyrynei – Gennadiusz, Antym i Cyprian zażądali od arcybiskupa Makarego ustąpienia z urzędu w związku z pełnieniem świeckiej funkcji prezydenta państwa. Działali oni w porozumieniu z rządzącą w Grecji juntą. Hierarcha odmówił spełnienia żądania; wówczas trzej metropolici ogłosili nałożenie nań suspensy, co było sprzeczne z prawem kanonicznym. Legalność sprawowania przez Makarego III urzędu arcybiskupa uznawały jednak wszystkie lokalne Kościoły prawosławne. W związku z tym 14 lipca 1973 metropolici Antym, Cyprian i Gennadiusz zostali suspendowani, ich katedry – obsadzone przez nowych hierarchów.
W tym samym miesiącu, wskutek zamachu stanu przeprowadzonego przez radykalnych zwolenników enosis, Makarios III został odsunięty od funkcji prezydenta i zmuszony do ucieczki za granicę. 22 lipca 1974 Turcja dokonała inwazji na Cypr, tworząc nieuznawaną przez społeczność międzynarodową republikę Cypru Północnego, zamieszkaną przez Turków cypryjskich, na terenie której prawosławne administratury zostały de facto zlikwidowane.
Upadek wojskowego rządu Cypru pozwolił arcybiskupowi Makaremu III na powrót do kraju w grudniu 1974 i ponowne objęcie urzędu prezydenckiego, który pełnił do swojej śmierci w 1977. Nowym zwierzchnikiem Cypryjskiego Kościoła Prawosławnego został metropolita Pafos Chryzostom I, bliski współpracownik Makarego i kontynuator jego polityki. Sprawował on urząd do 2006, gdy został odsunięty od godności przez zgromadzenie zwierzchników Kościołów prawosławnych, z zachowaniem tytułów honorowych, z powodu ciężkiego stanu zdrowia (duchowny cierpiał na chorobę Alzheimera i pozostawał w śpiączce). Jego następca Chryzostom II pozostawał aż do śmierci w 2022 zwierzchnikiem Kościoła. Po jego śmierci strażnikiem tronu został Jerzy (Papachrysostomou), metropolita Pafos, aż do wyboru nowego arcybiskupa. 24 grudnia 2022 r. właśnie Jerzy został wybrany na nowego arcybiskupa Cypru.

## Podział administracyjny
W 1973 r. Cypryjski Kościół Prawosławny podzielony został na sześć eparchii. W 2018 r. było ich dziesięć:
- Arcybiskupstwo Nikozji
- Metropolia Pafos
- Metropolia Kition
- Metropolia Kirenii
- Metropolia Limassol (Lemesos)
- Metropolia Morfu
- Metropolia Konstancji i Ammochostos
- Metropolia Kykkos i Tylirii
- Metropolia Tamassos i Oreini
- Metropolia Trimithous.

W skład Synodu Kościoła wchodzi jego zwierzchnik, metropolici oraz biskup pomocniczy archieparchii Nikozji noszący każdorazowo tytuł biskupa Salaminy. Metropolia Kirenii oraz częściowo metropolia Morfu znajdują się na terenie Cypru Północnego i ich zwierzchnicy nie są w stanie wykonywać swoich obowiązków, zaś ich rezydencje znajdują się na terenie arcybiskupstwa Nikozji.
Według statutu Kościoła Cypryjskiego jego jurysdykcja obejmuje całe terytorium Cypru. Ponadto każdy wierny, który został ochrzczony w tym Kościele traktowany jest jako jego członek nawet w przypadku osiedlenia się na obszarze, który za swój teren kanoniczny uważa inny Kościół prawosławny.
Kandydaci na kapłanów Kościoła Cypryjskiego kształcą się w seminarium św. Barnaby w Nikozji.

## Działalność społeczna Kościoła
Cypryjski Kościół Prawosławny prowadzi szeroko zakrojoną działalność społeczną, w tym domy dziecka, przedszkola, organizacje charytatywne oraz szkoły muzyki cerkiewnej. Posiada własne programy telewizyjne i radiowe oraz szereg pism, z których najważniejszym jest miesięcznik „Apostoł Barnaba”.
Cypryjski Kościół Prawosławny jest aktywnym uczestnikiem ruchu ekumenicznego, należy do Światowej Rady Kościołów.